# Sinpyeong-dong, Gumi
Sinpyeong-dong (koreanska: 신평동) är en stadsdel i staden Gumi i provinsen Norra Gyeongsang i den centrala delen av Sydkorea, 200 km sydost om huvudstaden Seoul.

## Indelning
Administrativt är Sinpyeong-dong indelat i:
| Namn    | Namn                 | Yta km² | Invånare 31 dec 2020 |
| ------- | -------------------- | ------- | -------------------- |
| 신평1동 | Sinpyeong 1(il)-dong | 0,98    | 3 368                |
| 신평2동 | Sinpyeong 2(i)-dong  | 0,30    | 3 357                |